# Лихоліт Олексій Кирилович
Олексій Кирилович Лихолі́т (20 квітня 1930, Люботин — 25 травня 2010, Одеса) — український живописець і педагог; член Спілки радянських художників України з 1963 року. Чоловік художниці Валентини Чишко.

## Біографія
Народився 20 квітня 1930 року в місті Люботині (нині Харківський район Харківської області, Україна). 1951 року закінчив Харківське художнє училище; 1959 року — Харківський художній інститут. Був учнем Миколи Сліпченка, Олексія Кокеля, Валентина Сизикова, Євгена Єгорова, Леоніда Чернова, Льва Фітільова, Михайла Рибальченка, Сергія Солодовника.
Протягом 1959—1960 років викладав у Одеській художній школі; у 1960—1965 роках — в Одеському художньому училищі; у 1972—1990 роках — в Одеському педагогічному інституті. Серед учнів: Іван Євченко, Ігор Божко, Іван Орос, Микола Єрьомка, Борис Дорогань, Віталій Литвин. Одночасно з 1962 року очолював Одеський музей західного і східного мистецтва. Був членом КПРС.
Мешкав у Одесі в будинку на вулиці Червоноармійській, № 9, квартира № 4 та у будинку на Воронцовському провулку, № 1, квартира № 3. Помер в Одесі 25 травня 2010 року.

## Творчість
Працював у галузі станкового живопису. У реалістичному стилі створював картини побутового жанру, писав портрети, пейзажі. Серед робіт:
- «Портрет коваля заводуду імені Січневого повстання, депутата Верховної Ради СРСР Дем'яна Овсянникова» (1960);
- «Ковалі» (груповий портрет бригади комуністичної праці заводу імені Січневого повстання, 1961);
- «Весняний ранок» (1963);
- «Валентина Чишко» (1965);
- «Людмила Фурдигайло» (1970);
- «Г. Ектов» (1978);
- «Ланковий докерів Іллічівського порту» (1980);
- «Натюрморт із книгою» (1994).

Брав участь у республіканських виставках з 1960 року, закордонних — з 1965 року.
Окремі роботи художника роботи зберігаються в Одеському художньому музеї та Красноградському краєзнавчому музеї. 